# Fuentemolinos
Fuentemolinos è un comune spagnolo di 107 abitanti situato nella comunità autonoma di Castiglia e León.